# Sport Vlaanderen
Sport Vlaanderen (van 1969 tot 2015 Bloso) is het agentschap van de Vlaamse overheid verantwoordelijk voor het sportbeleid van de Vlaamse Gemeenschap. Het bestuur is gevestigd in Brussel.

## Geschiedenis
In 1946 werd binnen het ministerie van Volksgezondheid de Dienst voor de Lichamelijke Opvoeding opgericht. In 1956 kwam er het autonome Nationaal Instituut voor Lichamelijke Opvoeding, de Sport en het Openluchtleven (NILOS) of Institut National pour l'Education Physique et les Sports (INEPS), een parastatale van het ministerie van Volksgezondheid.
Het NILOS-INEPS werd in 1963 onder de regering-Lefèvre gesplitst in het Bestuur voor Lichamelijke Opvoeding, Sport en Openluchtleven (Bloso) onder het ministerie van Nederlandse Cultuur en de Administration de l'Education Physique et des Sports (ADEPS) onder het ministerie van Franse Cultuur. Beide administraties waren samen verantwoordelijk voor het nationale sportbeleid tot 1969, toen de culturele autonomie ingevoerd werd. In 1980, toen deze cultuurgemeenschappen omgevormd werden tot gemeenschappen, werden deze administraties ook naar de ministeries van de gemeenschappen overgedragen.
In 1991 kreeg Bloso meer onafhankelijkheid met de omvorming tot Vlaamse openbare instelling (VOI) met rechtspersoonlijkheid: het Commissariaat-generaal voor de Bevordering van de Lichamelijke Ontwikkeling, de Sport en de Openluchtrecreatie. Met de BBB-hervorming van 2006 werd het een Intern Verzelfstandigd Agentschap met rechtspersoonlijkheid (IVA rp): het Agentschap ter Bevordering van de Lichamelijke Ontwikkeling, de Sport en de Openluchtrecreatie. Per 1 januari 2016 veranderde "Bloso" van naam in "Sport Vlaanderen". Het agentschap kreeg daarbij meer bevoegdheden, die tot dan door het departement Cultuur, Jeugd, Sport en Media beheerd werden.
Van bij de oprichting in 1969 tot 1991 stond Armand Lams aan het hoofd van Bloso, van 1991 tot 2013 was dit Carla Galle. Philippe Paquay volgde haar op.
De tegenhanger in de Franse Gemeenschap is nu nog steeds het Adeps.

## Taken
Sport Vlaanderen zorgt voor:
- Kaderopleidingen in de verschillende sporttakken: vorming van trainers, sportclubbeheerders, instructeurs, (zwembad)redders, gemeentelijke sportfunctionarissen etc. Behalve in de eigen Vlaamse trainersschool (VTS), werkt het daarvoor samen met sportfederaties, universitaire en hogeschool-opleidingen.
- De financiële ondersteuning, administratieve begeleiding en controle van het georganiseerde sportbeleid in Vlaanderen.
- Uitbating van de centra van Sport Vlaanderen:
  - Watersportcentra: Hofstade (domein Hofstade), Nieuwpoort, Willebroek.
  - Ruitersportcentra: Genk, Waregem, Woumen.
  - Omnisportcentra: Brasschaat, Brugge, Blankenberge, Genk, Gent, Herentals, Hofstade (domein Hofstade), Oordegem.
  - IJsbanen Hasselt, Herentals, Liedekerke.
- De organisatie van sportkampen.
- De ondersteuning van topsporters.
- Sportpromotie.